# 細島灯台
細島灯台（ほそしまとうだい）は、宮崎県日向市細島にある灯台である。

## 歴史
細島は江戸時代に南九州諸大名の参勤交代に行く際の乗船場所として栄えており、船舶の往来の安全を祈願して、その時代より細島の港と町並みを照らすように常夜灯が設置されていた。1887年（明治20年）、内務省に雇われたオランダ人技師ヨハニス・デ・レーケにより細島港の近代的整備が行われた。細島港の整備が進み、1910年（明治43年）5月10日に宮崎県が現在の場所に灯台を建設した。その後、火災により焼失したため同年12月に六角型煉瓦造に改築された。
1940年（昭和15年）12月に管理権が国に移管され、1941年（昭和16年）11月10日にコンクリート造りに改築された。戦時下で予算僅少のため、灯台建設には地元青年団が参加し、勤労奉仕をしたとされる。さらに、1991年（平成3年）の改良工事で現在の姿になっている。
- 1910年（明治43年）5月10日 - 初点灯[3]。
- 1940年（昭和15年）12月 - 宮崎県から国に移管[3]。
- 1941年（昭和16年）11月10日 - コンクリート造りに改築[3]。
- 1991年（平成3年） - 改築[3]。
- 2008年（平成20年）4月 - 無線方位信号所（レーマークビーコン）廃止[3]。
- 2019年（平成31年）3月29日 - 国の登録有形文化財に登録される[4]。

## 観光地としての細島灯台
細島灯台は歴史的景観の観光地として、現在再認識されており、2017年（平成29年）には一般社団法人日本ロマンチスト協会と日本財団が共同で実施する「恋する灯台プロジェクト」が選ぶ「恋する灯台」に認定された。
灯台内部は見学することはできないが、周辺を散策することができる。灯台の前に展望台があり、太平洋を眺めることができる。日向市街地から比較的近い距離にあり、周辺には国の天然記念物に指定されている馬ヶ背や、願いが叶うクルスの海がある。

## 交通アクセス
- 日向市駅から車で30分[3]。